# Улица Костюшко (Санкт-Петербург)
Улица Костю́шко — улица в Московском районе Санкт-Петербурга. Проходит от Кубинской улицы до улицы Галстяна и 1-го Предпортового проезда.

## История

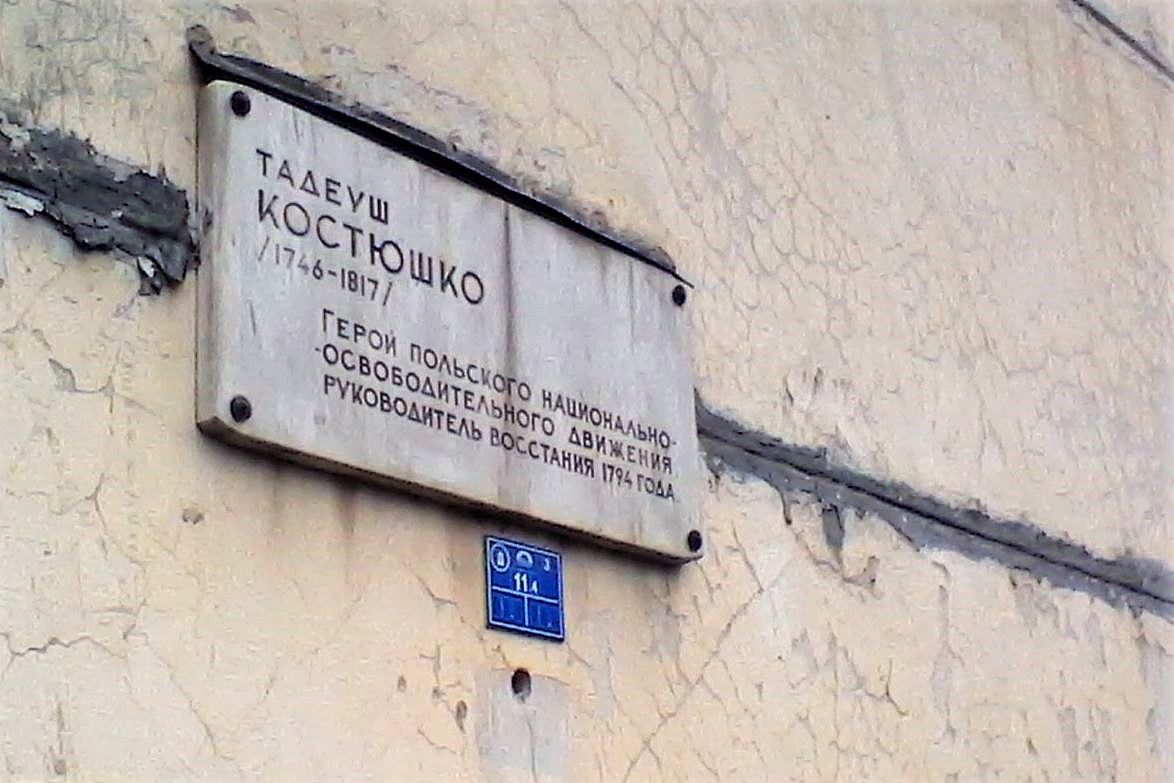
Мемориальная доска на улице Костюшко, 16, в Санкт-Петербурге

Наименована 17 августа 1964 года в честь руководителя восстания 1794 года в Польше Тадеуша Костюшко.
Первоначально улица Костюшко шла от Кубинской улицы до Варшавской улицы. 23 ноября 2016 года участок от 5-го Предпортового проезда до Варшавской улицы вошел в состав улицы Галстяна.

## Объекты
Нечётная сторона:
- д. 1 к. 1 — общежитие Санкт-Петербургского Медицинского Колледжа им. В. М. Бехтерева
- д. 3 — общежитие Санкт-Петербургского юридического института (филиала) Академии Генеральной прокуратуры РФ
- д. 17б — конечная автобусная станция «Улица Костюшко»

Чётная сторона:
- д. 2 — городская больница № 26
- д. 4 — детская поликлиника № 47
- д. 6 — ГУЗ Поликлиника городская № 21
- д. 62 — ГОУСОШ Школа № 544 Московского района
- д. 34 — ГОУСОШ Школа № 537 Московского района
- д. 68 — Территориальный пункт № 51 Отдела УФМС РФ по Санкт-Петербургу и Ленинградской области в Московском районе

## Транспорт
- Метро: «Московская» (1120 м)
- Автобус: № 3, 13, 13А, 31, 39, 62, 63, 90, 147, 150, 155, 252, 301.
- Троллейбус: № 17
- Платформа: Ленинский проспект (600 м)

## Пересекает следующие улицы и проспекты
- Кубинская улица
- улица Галстяна
- 1-й Предпортовый проезд
- 5-й Предпортовый проезд